# Mateus Cesário Rodrigues Moacho
Mateus Cesário Rodrigues Moacho (Campo Maior, 9 de Novembro de 1809 - ?,), médico epidemiologista formado na Escola Médica de Lisboa e doutorado pela Universidade de Lovaina (Bélgica).
Foi físico-mor em Goa entre 1842 e 1843 onde ficou ligado à fundação da Escola Médica de Goa, em 1842. Regressado à Metrópole em 1843 fez parte do Conselho de Saúde Pública tendo sido um dos primeiros responsáveis pela implementação das vacinas em Portugal.